# Герхард Рихтер
Герхард Рихтер (на немски: Gerhard Richter) е германски художник. Той живее и работи в Кьолн.

## Биография
Роден е на 9 февруари 1932 г. в Дрезден. Започва да следва в Художествената академия в Дрезден през 1951 г. В края на февруари 1961 г. бяга през Западен Берлин в Западна Германия и от 1961 до 1964 г. следва изкуство в Дюселдорф. През 1971 г. става професор на Дюселдорфската художествена академия.

## Галерия
- Портрет на Рихтер от Ерхард Верман, 1967 г.
- Творба на Рихтер в Дуисбургското метро